# 1834 en France
Chronologie de la France
- 1830
- 1831
- 1832
- 1833
- 1834
- 1835
- 1836
- 1837
- 1838

Cette page concerne l'année 1834 du calendrier grégorien.

## Événements

### Janvier
- 1er janvier : Louis-Georges Mulot et son fils commencent le forage puits artésien du puits de Grenelle à Paris, dans la cour de l'abattoir de Grenelle. Les travaux sont achevés le 5 février 1841[1].
- 4 janvier : premier discours de Lamartine à la Chambre, il est élu déjà depuis presque un an[2].
- 9 janvier : début du cours de Michelet à la Sorbonne[3].
- 25 janvier : durant les débats de la Chambre des députés, Marie Denis Larabit, se plaignant de la dictature militaire du ministère Soult, Bugeaud l’interrompt par ces mots : « L'obéissance est le premier devoir du soldat ». Un autre député, François-Charles Dulong, demande, caustique : « Même si on lui demande de devenir geôlier ? ». Bugeaud ayant lu le lendemain cette réplique dans le Journal des débats, la prenant comme une insulte en relation à son rôle dans la captivité de la duchesse de Berry au fort de Blaye, écrit à Dulong pour lui demander des explications. Une conciliation échoue, et un duel est décidé pour le 29 janvier au bois de Boulogne malgré l'intervention de Carrel ; Dulong est mortellement blessé d'une balle à la tête et meurt le lendemain. Ses obsèques sont l'occasion pour les républicains de sortir en nombre, encadrés par la force publique[4].

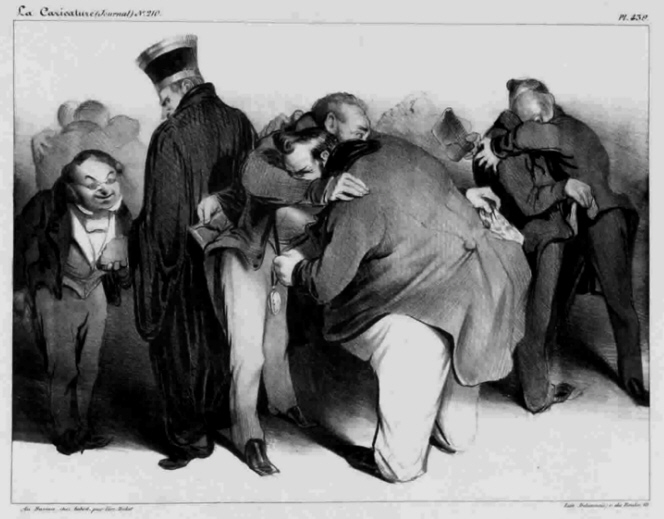
Nous sommes tous d'honnêtes gens, embrassons-nous, et que ça finisse, caricature de Daumier publiée en 1834

### Février
- 2 février : Dupont de l'Eure démissionne de son mandat de député après la mort de Dulong[5].
- 14-24 février, Lyon : tentative de grève générale des ouvriers de la société des mutuellistes, pour soutenir des ouvriers peluchiers frappés par une baisse des salaires ; dix sept chefs d'ateliers et trois compagnons ferrandiniers sont arrêtés, ce qui provoquera en avril, au moment de leur procès, la révolte des canuts[6].
- 16 février : loi interdisant aux crieurs publics des brochures et journaux l'exercice de leur profession sans autorisation préalable de la municipalité[7].
- Nuit du 20 au 21 février[8] : la promulgation de la nouvelle loi sur la presse est l’occasion de rixes avec la police dans les rues de Paris, notamment dans les quartiers de Montmartre, Montorgueil, Saint-Martin, Bonne-Nouvelle, le faubourg Saint-Denis et la place de la Bourse ; les troubles continuent les jours suivants, jusqu'au 24 février[9].
- 23 février : premières lectures des Mémoires d'outre-tombe de Chateaubriand à l'Abbaye-aux-Bois chez Madame Récamier[10].
- 24 février :
  - traité entre l’émir Abd el-Kader, bey de Mascara, et le général Desmichels. Abd el-Kader est reconnu souverain de la province d'Oran[11].
  - troubles sur la place de la Bourse au sujet de l'exécution de la loi sur les crieurs publics ; le préfet de police Gisquet fait appel à la garnison et à la Garde nationale pour cerner la place tandis que la police attaque les émeutiers. Un homme est mortellement blessés lors des affrontements avec la troupe. Les manifestants sont finalement dispersés par la cavalerie[8].
- 25 février : la presque totalité des sections républicaines des Gracques et Cincinnatus est arrêtée au Café des Deux Portes sur le boulevard Saint-Denis[12]. Le lendemain 73 membres de la Société des droits de l'homme sont arrétés[8].
- 28 février : la cour d'assises condamne le député Étienne Cabet à deux ans de prison pour délit de presse[13]. Il se réfugie en Grande-Bretagne pendant cinq ans.

### Mars
- 31 mars : la Chambre des députés rejette la ratification de l’accord avec les États-Unis du 4 juillet 1831 concernant l’indemnisation des dommages causés par les corsaires français[14]. Ce qui provoque la démission du duc de Broglie et du général Sébastiani[15].

### Avril
- 4 avril : remaniement ministériel à la suite de la démission du duc de Broglie ; Thiers obtient l'Intérieur, Barthe, nommé Premier président de la Cour des comptes abandonne la Justice à Persil, le comte d’Argout, nommé premier gouverneur de la Banque de France est remplacé par Duchâtel au ministère du commerce et des travaux publics[15].
- 5 avril : au tribunal de Lyon, on juge les accusés de la grande grève de février. Le Conseil exécutif de la société des mutuellistes et la Société des droits de l'homme créent un comité d'entente qui organise une manifestation de soutien pour le 9 avril[6],[16].
- 6 avril : à Lyon, l'enterrement d'un chef d'atelier mutuelliste de confession protestante est suivi par 8 000 à 10 000 personnes, maîtres ouvriers mutuellistes et compagnons ferrandinier ; l'Écho de la fabrique publie le même jour une pétition signée par 2544 personnes contre la loi sur les associations jugée liberticide[6].
- 9 - 12 avril : seconde révolte des canuts[16]. Pour enrayer une surchauffe de la production, des baisses de salaire sont décidées dans le textile, qui entraînent des grèves et des révoltes des ouvriers que les républicains (Société des droits de l'homme) attisent et tentent de récupérer à leur profit. Thiers abandonne la ville aux insurgés puis la reprend le 13 avril. L’insurrection s’étend dans diverses villes de province (Arbois, Épinal, Lunéville, Châlon, Grenoble, Vienne, Clermont-Ferrand, Marseille, Toulon…), notamment à Saint-Étienne (11 avril), puis à Paris, où les autorités procèdent à des arrestations préventives pour étouffer tout mouvement similaire. À Lyon, la répression fait plus d'une centaine de morts, plus de 500 arrestations dans les milieux républicain et mutuelliste[6].

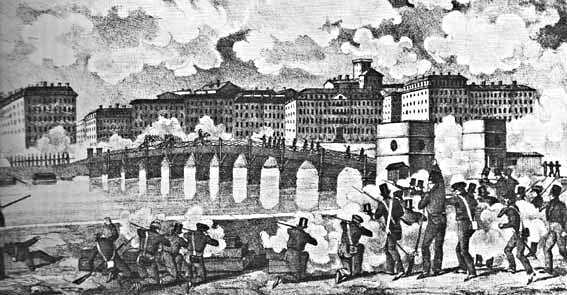
Seconde révolte des canuts à Lyon, 1834.

- 10 avril : loi qui limite le droit d’association et menace d’interdiction les sociétés ouvrières de secours mutuel[17].
- 11 avril : situation insurrectionnelle sérieuse à Saint-Étienne, où les rebelles construisent des barricades place Chavanelle et cherchent à enfoncer les portes de la manufacture d'armes[18].
- 12 avril : massacre de la rue Projetée faubourg de Vaise à Lyon[19].
- 13 avril : émeutes à Paris[16].
- 14 avril : massacre de la rue Transnonain[20] ; l'infanterie massacre douze habitants d’une maison située no 12 rue Transnonain, d’où un coup de feu a été tiré sur la troupe[16].

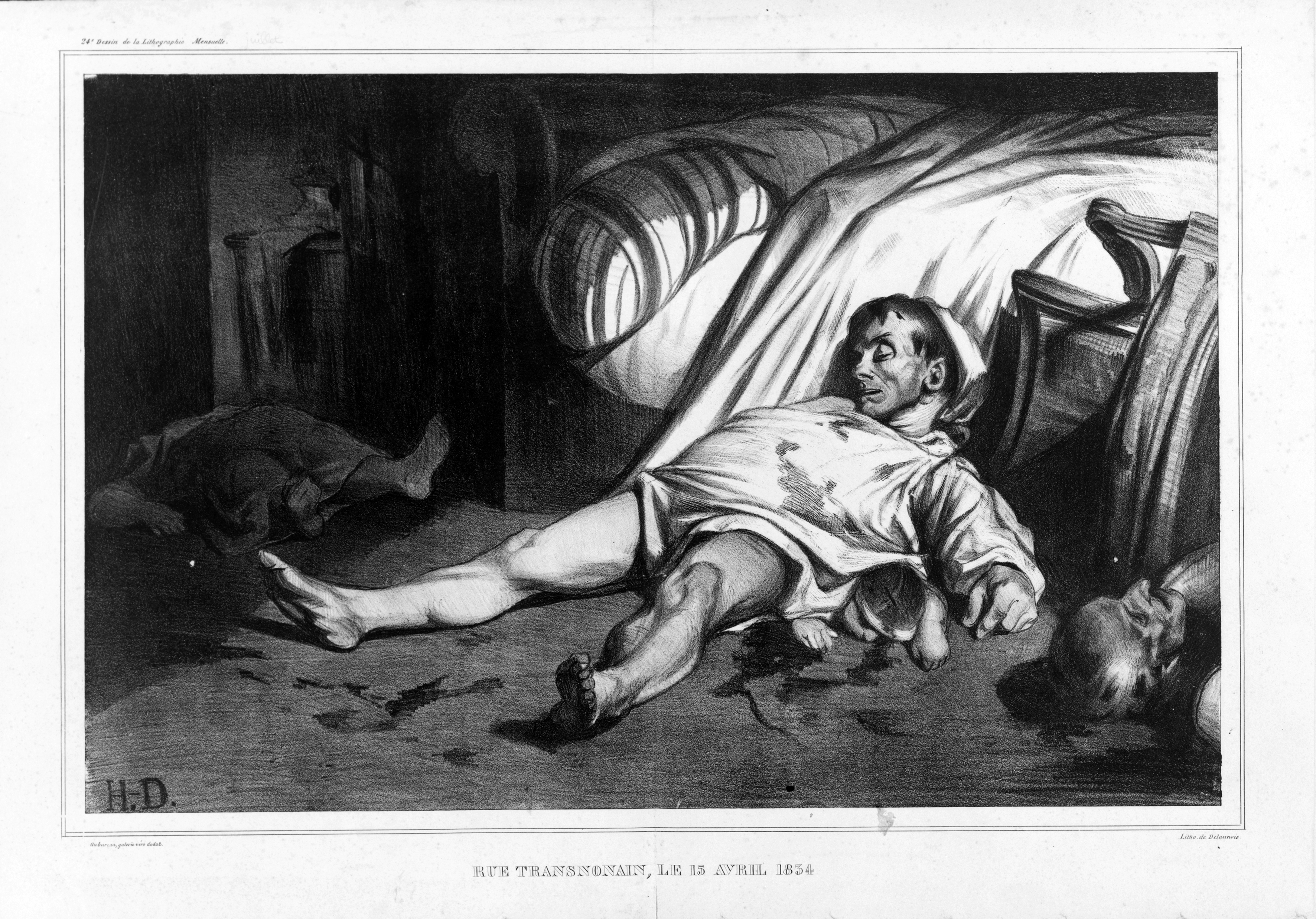
Le massacre de la rue Transnonain le 14 avril 1834, lithographie d'Honoré Daumier.

- 20 avril : loi sur l'organisation du conseil général et des conseils d'arrondissement du département de la Seine et du conseil municipal de la ville de Paris, par la voie de l'élection. Parmi les 44 membres du Conseil général de la Seine élus au suffrage restreint, les 36 élus de Paris forment le Conseil municipal de Paris[21].
- 22 avril - 2 mai : débat sur le financement de la conquête de l'Algérie par la France[22].
- 24 avril : quadruple-Alliance[23].

### Mai

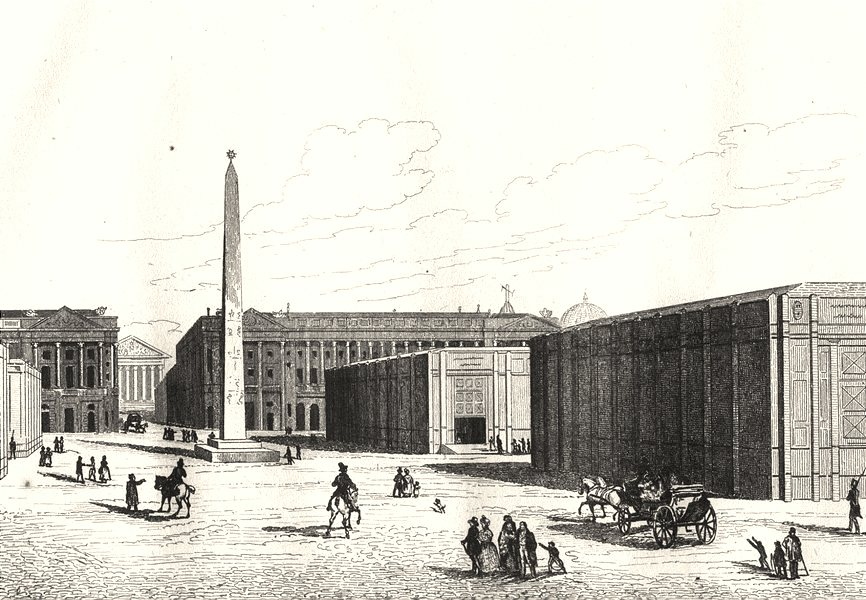
Exposition des produits de l'industrie française de 1834.

- 1er mai : Ouverture de l'exposition des produits de l'industrie française place de la Concorde à Paris[24].
- 2 mai : Discours de Lamartine à la Chambre des Députés pour la colonisation de l'Algérie[25].
- 13 mai : La Chambre des députés vote 14 millions de crédits supplémentaires pour pouvoir entretenir une armée de 360 000 hommes[26].
- 15 mai : La Chambre des députés vote un projet de loi réprimant sévèrement la détention et l’usage d’armes de guerre[26].
- 19 mai : Loi sur l'état des officiers[27].
- 20 mai : Mort de La Fayette ; ses obsèques, le 22 mai, encadrées par un lourd dispositif militaire, se déroulent sans incidents[26].
- 24 mai :
  - Loi réprimant les insurrections[28].
  - Clôture de la session parlementaire[26].
- 25 mai : Ordonnance qui dissout la Chambre des députés, convoque les collèges électoraux pour le 21 juin et fixe au 20 août l’ouverture de la session parlementaire de 1835[26].
- 27 mai : Prosper Mérimée est nommé Inspecteur général des monuments historiques. Il quitte Paris le 31 juillet pour accomplir sa première inspection dans le sud de la France (Nevers, Vézelay, Lyon, Marseille et Nîmes)[29].

### Juin
- 14 juin : énorme succès du Robert Macaire, joué par Frédérick Lemaître[30].
- 17-19 juin : création du « Cercle de la Société d'Encouragement », plus connu sous le nom de Jockey Club de Paris[31].
- 21 juin : élections législatives : L’opposition a 150 sièges, mais les républicains ont quasiment disparu et il y a une trentaine de légitimistes. Émergence du « Tiers Parti » au sein de la majorité[14].
- 25 juin : Les Paroles d'un croyant de Lamennais est condamné par l'encyclique Singulari nos[32].
- 30 juin : ordonnance avançant l’ouverture de la session parlementaire au 31 juillet[33].

### Juillet
- 18 juillet :
  - démission de Soult. Ministère du maréchal Gérard qui remplace le premier gouvernement Soult[34].
  - création par François Guizot d'un « Comité des travaux historiques » « chargé de diriger les recherches et la publication de documents inédits sur l'histoire de France »[35].
- 22 juillet : création par une ordonnance royale du « Gouvernement général des possessions françaises dans le nord de l’Afrique », après une enquête menée en Algérie par une commission composée de pairs, de députés et d’officiers. Le général Drouet d’Erlon est nommé gouverneur général des possessions françaises du nord de l’Afrique[36]. Cet acte juridique est le premier qui attribue la qualité de Français aux indigènes juifs et musulmans d'Algérie[37].

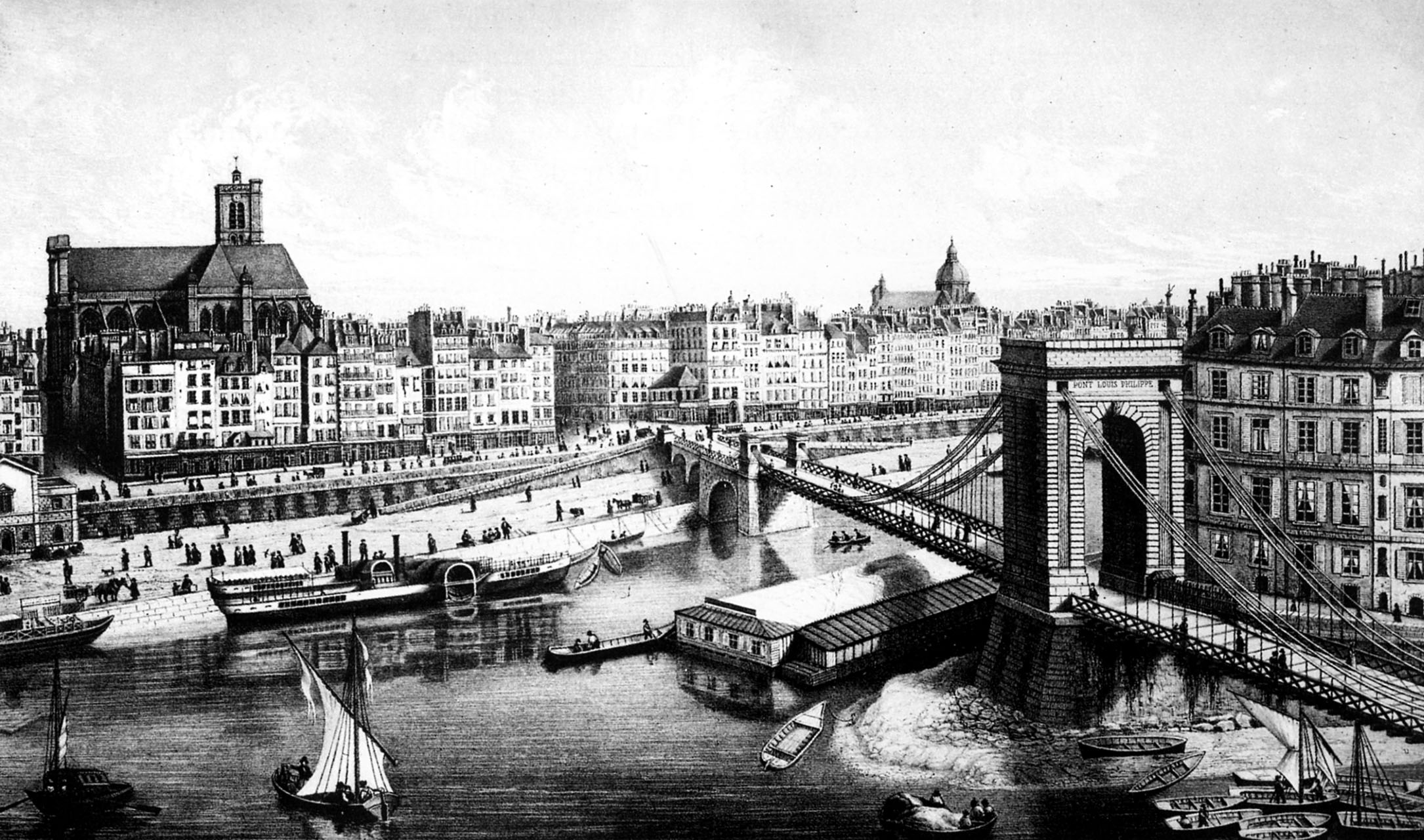
Le pont Louis-Philippe vers 1840.

- 26 juillet : inauguration du Pont Louis-Philippe à Paris[38].
- 28 juillet : le Saint-Office met les chansons de Béranger, les romans de Pigault-Lebrun et celui de Victor Hugo Notre-Dame de Paris à l'Index[39].

### Août
- 11 août : le journal La Tribune, qui avait suspendu ses publications depuis les évènements du 13 avril, reparaît[40].

### Octobre
- 2 octobre : échec au théâtre de Versailles de la pièce de Chateaubriand, Moïse[41].
- 8 octobre : début de la parution du Réformateur, journal d'opposition républicaine de François-Vincent Raspail[42].
- 10 octobre : le choléra apparait à Oran[43].
- 29 octobre : démission du maréchal Gérard, favorable à l’amnistie des insurgés d’avril, réclamée par le Tiers Parti mais à laquelle s’opposent Guizot, Thiers et le roi[34].

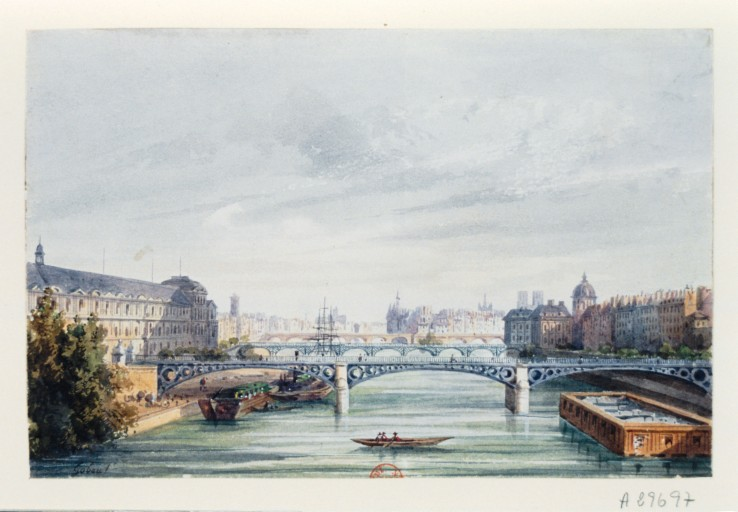
Le pont du Carrousel

- 30 octobre : inauguration du pont du Carrousel à Paris[44].

### Novembre
- 10 novembre : ministère Maret, sous la présidence de Maret, duc de Bassano, surnommé « le ministère des trois jours »[34].
- 14 novembre : démission des ministres devant les quolibets qui ont accueilli la formation du ministère[34].
- 18 novembre : ministère Mortier : nouveau gouvernement présidé par le maréchal Mortier, duc de Trévise (pratiquement semblable au ministère Gérard), après deux courts gouvernements[34].
- 27 novembre : Eugène Scribe est élu à l'Académie française[45].

### Décembre
- 7 décembre : le choléra atteint Marseille[43]. Il tue 788 personnes du 10 décembre 1834 au 31 mars 1835[46].

## Naissances en 1834
- 1er janvier : Ludovic Halévy, académicien français († 1908).
- 8 février : Dimitri Mendeleïev, chimistre russe (mort en 1907).
- 22 avril : Gaston Planté, physicien français.
- 13 mai : Henri Bouchet-Doumenq, peintre français († 12 mai 1908).
- 19 juillet :
  - Edgar Degas, peintre français († 27 septembre 1917).
  - Jean-Marie Déguignet, soldat, écrivain breton († 1905).
  - Henri-Charles Oulevay peintre, caricaturiste, dessinateur, graveur français († 1915).
- 2 août : Frédéric Auguste Bartholdi, sculpteur français.
- 16 décembre : Léon Walras, économiste français († 1910).

## Décès en 1834
- 20 mai : Marquis de La Fayette, militaire.
- 8 octobre : François-Adrien Boïeldieu, compositeur français (° 1775).
- Jacques Balmat dit Le Mont Blanc : premier ascensionniste du mont Blanc avec Michel Paccard.